# Philippe Cochet
 (octobre 2024).
Pour les articles homonymes, voir Cochet.
Philippe Cochet, né le 23 mai 1961 à Lyon, est un homme politique français, membre des Républicains. Il est député de la cinquième circonscription du Rhône de 2002 à 2017, Maire de Caluire-et-Cuire et conseiller métropolitain de Lyon, de 2008 à 2025.
Le 11 décembre 2024, Philippe Cochet est condamné pour détournement de fonds publics à un an de prison ferme avec bracelet électronique, deux ans avec sursis, ainsi qu'à une peine de cinq ans d'inéligibilité assortie de l'exécution provisoire, mais fait appel. Il dépose un recours suspensif à l'encontre de l'arrêt le déclarant démissionnaire d'office, rejeté par le Conseil d'État, et quitte donc ses mandats de maire et de conseiller métropolitain le 16 juillet 2025. Il est remplacé par l'un de ses conseillers municipaux, Bastien Joint, le 26 juillet 2025.

## Carrière politique

### Avant 2002
Gérant de société et militant de l'UDF, Philippe Cochet est élu pour la première fois conseiller municipal de Caluire-et-Cuire en 1989. Il est ensuite réélu conseiller municipal en 1995 puis adjoint en 2001.

### De 2002 à 2008
À la retraite du député sortant Jean Rigaud (député du Rhône de 1981 à 2002), Cochet, alors membre de DL, obtient l'investiture de la toute jeune Union pour la Majorité Présidentielle. Faisant cependant face à quatre candidatures dissidentes à droite, il rassemble sur son nom 32 % des suffrages exprimés au premier tour avant de l'emporter au second tour face à son adversaire socialiste (65 % des voix).[réf. nécessaire]
En accord avec le président de la République Nicolas Sarkozy et sur proposition de Jean-Claude Gaudin, Philippe Cochet est nommé le 5 juillet 2007, secrétaire général adjoint de l'UMP (no 3 national du parti) dans la direction collégiale du mouvement. Il doit néanmoins céder sa place pour des questions de parité hommes-femmes à Nathalie Kosciusko-Morizet, le 28 mars 2008. Cochet continue cependant à siéger dans le comité directeur du l'UMP (composé de 21 membres) en devenant Délégué général à la réforme[réf. nécessaire].

### Élections municipales de 2008
Après avoir contraint le maire sortant, Alain Jeannot (RPR), à ne pas se représenter,,, Philippe Cochet est tête d'une liste d'union de la majorité (UMP-Nouveau Centre-Parti radical) à Caluire-et-Cuire dont près du quart des membres est issu de l'équipe municipale RPR-UDF sortante. Cochet reçoit dès le début de la campagne le soutien officiel d'Alain Jeannot (RPR), maire de 1997 à 2008, et de Bernard Roger-Dalbert (UDF), maire de 1983 à 1997 et Vice-Président du Conseil Général du Rhône.[réf. nécessaire]
Annoncé comme le favori, Philippe Cochet remporte le scrutin dès le premier tour avec 56,23 % des voix ; loin devant la liste PS conduite par Pierre Ferraro (30,76 % des suffrages).[réf. nécessaire]
En refusant de collaborer au Grand Lyon avec Gérard Collomb et en critiquant les maires de droite des communes de l'Ouest Lyonnais (Monts d'Or et Val-de-Saône) qui avaient voté pour ce dernier à la présidence du Grand Lyon, il est présenté par la presse lyonnaise comme le principal opposant au maire socialiste de Lyon dans la communauté urbaine. En tant que député-maire de la quatrième ville la plus peuplée du Rhône (les trois premières villes du département étant dirigées par le PS et le PCF) et à la suite de la débâcle de Dominique Perben à Lyon, son influence au sein de la droite lyonnaise se trouve renforcée. Le 6 décembre 2008, il est élu au poste de président de la fédération de l'UMP du Rhône dans une élection sans suspense puisqu'il est le seul candidat.[réf. nécessaire]

### De 2008 à 2017

#### Politique nationale
À la suite de la réunion du conseil national du 24 janvier 2009, le poste de Délégué général à la réforme est supprimé de l'organigramme de l'UMP. Philippe Cochet devient membre de la commission nationale d'investitures mais perd sa place au sein du bureau politique du parti.
À la suite de l'élection de Xavier Bertrand comme secrétaire général de l'UMP, Philippe Cochet est nommé en mars 2009 secrétaire national chargé des grandes métropoles et de la politique de la ville.

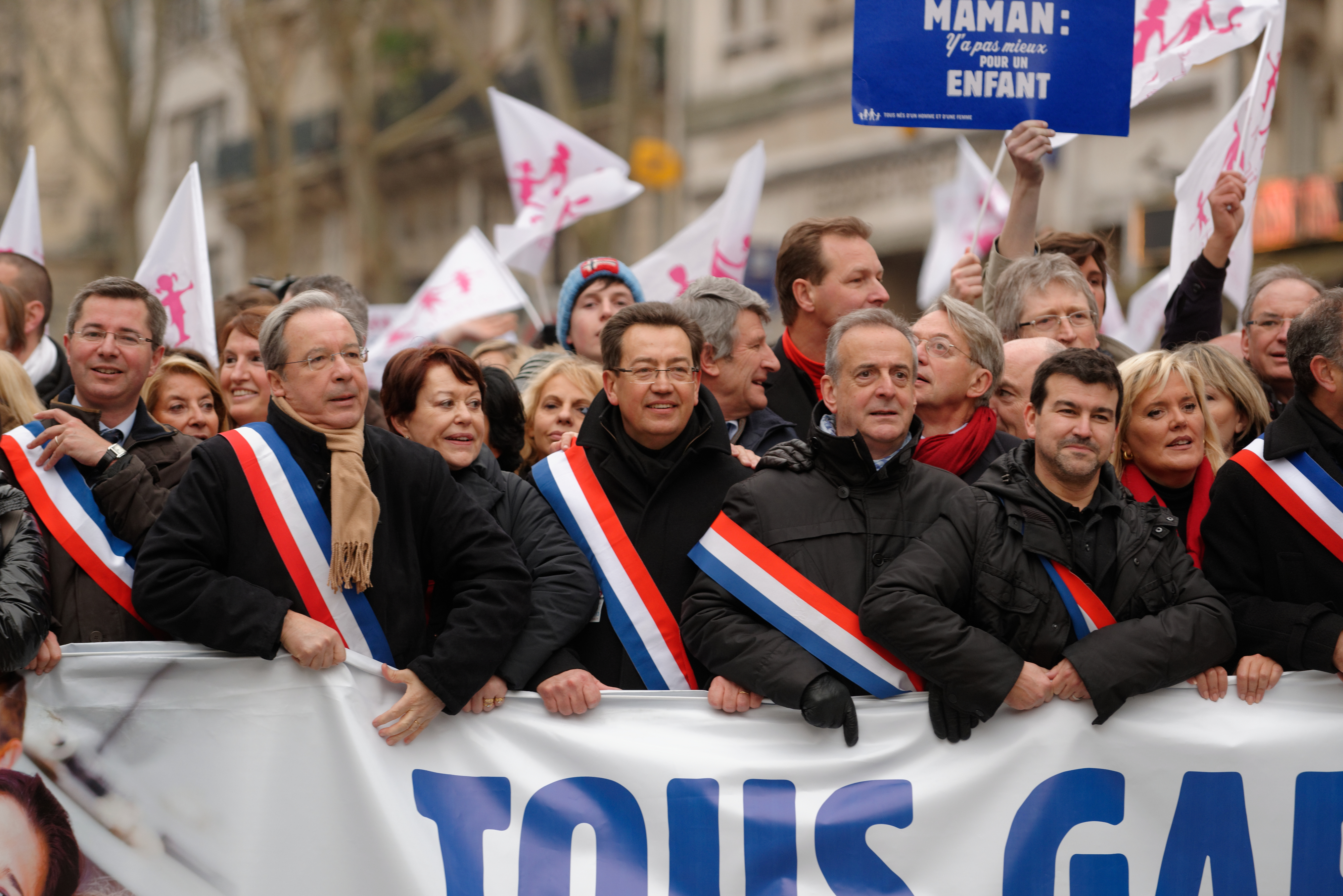
Philippe Cochet, ici au premier plan, lors de la Manif pour tous de Paris en 2013.

En février 2015, le magazine L'Express lui consacre un dossier de 10 pages, dans lequel il explique ses propos controversés de 2013 contre le mariage homosexuel (« Je vous accuse, Mesdames et Messieurs de la gauche, [...] vous êtes en train d'assassiner des enfants. C'est scandaleux ! ») et déclare qu'il n'aura pas à choisir en 2017 entre son mandat de maire et celui de député, car la loi interdisant le cumul sera d'ici là abrogée, selon lui.
Philippe Cochet cumule les indemnités de trois mandats et emploie sa femme en tant que collaboratrice parlementaire, dont la réalité de l'emploi est mise en cause, ce qui leur vaudra une condamnation en 2024.
Il est président du groupe parlementaire d'amitié France-Iran à l'Assemblée nationale.
Il soutient Nicolas Sarkozy pour la primaire présidentielle des Républicains de 2016. Dans le cadre de sa campagne, il est nommé orateur national chargé des collectivités territoriales.[réf. nécessaire]
Député de la 5e circonscription du Rhône (25 communes), il attribue une grande partie de sa réserve parlementaire à la commune dont il est le maire.
Lors des élections législatives de juin 2017, sept maires de droite du Val-de-Saône et des Monts d’Or soutiennent son adversaire, Blandine Brocard, adjointe au maire de Saint-Germain-au-Mont-d'Or.
Il est battu par la candidate LREM (ex membre du MoDem), Blandine Brocard, (60,25 % contre 39,75 %). Le 4 juillet 2017, il déclare au journal Le Progrès : « Je suis victime des élections, je suis mort certes, mais avec le drapeau Les Républicains, et ça, j'en suis fier. ».

#### Politique municipale
Le 15 mai 2008, le jour même où Nicolas Sarkozy annonce son intention de faire voter une loi créant un droit d'accueil à l'école primaire pendant le temps scolaire, en particulier en cas de grève, Philippe Cochet met en place un « service minimum » municipal dans les écoles de sa commune en grève.
Le 10 février 2009, il retire ses délégations à son adjointe Michèle Vianès, après qu'il a appris son appartenance au parti Debout la République,,.
En mai 2011, il crée un Think tank qu'il baptise « L'autre Métropole », confirmant ainsi son ambition de prendre en 2014 la présidence de la Métropole de Lyon qu'il convoite depuis 2007 (communauté urbaine de 58 communes que les lyonnais appellent "Grand Lyon") et contestant par là-même le leadership de François-Noël Buffet, son rival au sein de l'UMP, et celui du socialiste Gérard Collomb, le président en exercice, dont il attaque la gouvernance : « Il a une attitude volontairement vexatoire et a un sentiment de toute-puissance. Il a l'arrogance du mauvais prof qui explique les choses à ses élèves ». En avril 2014, à la suite de sa réélection à la tête de la mairie de Caluire, il tente de conquérir la Métropole, en se plaçant finalement derrière Buffet, mais n'y parvient pas et attribue son échec à certains maires de droite qu'il accuse de « collaboration » avec Collomb.
En 2012, il invite certains employés municipaux qui contestent l'une de ses décisions à « s'inscrire dans une démarche de mutation professionnelle » avec « l'assistance de la DRH ».
Opposé à la la réforme 2013 des rythmes scolaires, il impose en septembre 2014 une configuration de cette réforme dans laquelle il retire aux directrices des écoles publiques de sa commune la direction des activités périscolaires municipales, qu'il leur déléguait jusqu'alors, et les indemnités afférentes.
La dette de la commune a augmenté de 183 % entre 2000 et 2012 et a doublé entre 2010 et 2015.

### De 2017 à 2025
Au mois de juillet qui suit sa défaite aux élections législatives de juin 2017, il fait voter une augmentation de son indemnité municipale, conserve une indemnité de majoration cantonale et conteste l'augmentation des indemnités des membres de la commission permanente de la métropole de Lyon.
Alors qu'il est investi par Les Républicains, il ne se représente pas aux élections législatives de 2022 et soutient la candidature de Bastien Joint, l'un de ses conseillers municipaux.
Fin 2022, Philippe Cochet se prononce contre la Zone à faibles émissions (ZFE) décidée par les écologistes de la Métropole de Lyon et concernant sa commune. Il déclare lors d'une réunion du Conseil de cette Métropole : « Vous mettez dix voitures devant chez vous, il y en a sept qui iront à la casse d'ici 2026. Ca n'est pas concevable ».
En 2022 aussi, il impose une charte aux promoteurs immobiliers pour éviter la spéculation et les réactions hostiles des riverains. Début 2024, la préfecture du Rhône retire à la mairie de Caluire la délivrance des permis de construire, pour non-respect de la loi en matière de construction de logements sociaux, ce qui provoque une polémique entre la préfète et le maire,.
Le 25 juin 2024, des élus de droite, dont Philippe Cochet, président du groupe La Métro Positive à la Métropole de Lyon, portent plainte contre Bruno Bernard, le président écologiste de la Métropole, et saisissent le Procureur de Lyon, dénonçant « les relations entre La Gonette (monnaie locale citoyenne) et deux élus membres de l’exécutif de la Métropole concernant une location mobilière ».
En octobre 2024, l'opposition dénonce l'absence d'organisation de conseil municipal depuis le 24 juin précédant, le suivant n'étant programmé que le 16 décembre suivant, après le délibéré de l'affaire où il est mis en cause, avec sa femme, pour emploi fictif.
Après sa condamnation pénale pour détournement de fonds publics en première instance, aux termes de laquelle il est condamné à une peine d'inéligibilité avec exécution provisoire, et des recours infructueux devant les juridictions administratives, sa démission d'office de ses mandats prend effet le 16 juillet 2025.

## Affaires judiciaires

### Condamnation prud'homale
Le 24 octobre 2019, Philippe Cochet est condamné par le conseil de prud'hommes de Lyon à verser à son ancienne collaboratrice parlementaire un rappel de salaire sur trois ans, afin de faire concorder celui-ci avec la rémunération perçue par son épouse Laëtitia Cochet, également sa collaboratrice, bénéficiaire d'un salaire de 5 593,03 euros brut mensuels. Au total, le rappel se monte à environ 90 000 euros. Ce jugement fait suite à des interrogations concernant la réalité de la charge de travail de sa femme, nées dans le contexte de l'affaire Fillon,,.
Le 8 mars 2023, la condamnation de Philippe Cochet est confirmée par la cour d'appel de Lyon. Elle retient en effet que le maire de Caluire-et-Cuire s'est rendu coupable d'« inégalité de traitement » entre ses collaboratrices parlementaires, en versant à l'une d'entre elles, entre 2005 et 2017, 60 % de moins qu'à son épouse, qui occupait le même poste auprès de lui. Le montant initial de la sanction est confirmé (90 000 euros) et la cour condamne également l'édile à verser 50 000 euros supplémentaires, au titre d'une « discrimination à raison d'un lien de famille » infligée à l'intéressée,,. Son opposition au sein du Conseil municipal de Caluire-et-Cuire demande sa démission,. Cette condamnation est définitivement confirmée par la Cour de cassation en avril 2025,.

### Condamnation pénale pour détournement de fonds publics
À partir de novembre 2021, un mois après un signalement de l'association de lutte contre la corruption Anticor, Philippe Cochet est visé par une enquête du Parquet national financier (PNF) pour détournement de fonds publics. La justice soupçonne ainsi sa femme, Lætitia Cochet, d'avoir bénéficié d'un emploi potentiellement fictif d'attachée parlementaire (749 000 euros de salaires et charges patronales), auprès de son mari qui a été député de 2002 à 2017. Philippe Cochet nie les accusations expliquant que sa femme a effectué « un travail dans l'ombre », notamment la « relecture des discours », la « réception, l'ouverture et le tri du courrier à la boîte postale » ou encore la « revue de presse »,,.
Le parquet décide également d'étendre ses investigations au délit de fraude pour l'obtention d'une allocation d'aide aux travailleurs privés d'emploi, à la suite des allocations-chômage de 97 000 euros perçues par sa femme après la fin de son mandat parlementaire en 2017.
En septembre 2024, le PNF demande à son encontre trois ans de prison avec sursis ainsi qu'une peine d'inéligibilité de cinq ans (une « peine obligatoire » pour ce type de faits, selon le parquet), la confiscation de son ancienne permanence parlementaire (évaluée à 320 000 euros) et la condamnation de son épouse à dix-huit mois de prison avec sursis.
L'Assemblée nationale et France Travail demandent le remboursement intégral des salaires et indemnités de chômage versés à Lætitia Cochet, soit un montant total de 837 000 euros, Anticor demandant quant à elle la somme de 10 000 euros. Le jugement est mis en délibéré au 11 décembre.
Les époux Cochet affirment, en attente du délibéré, que l’un des vice-procureurs chargés du dossier est le frère d’un membre du cabinet du président écologiste de la Métropole de Lyon, Bruno Bernard, et dénoncent un parti pris politique.
Le 11 décembre 2024, Philippe Cochet est condamné pour détournement de fonds publics, au-delà des réquisitions, à un an de prison ferme avec bracelet électronique, deux ans avec sursis, avec obligation de rembourser les sommes détournées (environ 810 000 euros) et confiscation du local saisi (son ancienne permanence parlementaire), ainsi qu'à une peine de cinq ans d'inéligibilité avec exécution provisoire, ce qui l'oblige à quitter son mandat de maire de Caluire-et-Cuire bien qu'il fasse appel. Son épouse est condamnée pour recel de détournement de fonds publics et fraude sociale, à deux ans d'emprisonnement avec sursis, ainsi qu'à une peine d'inéligibilité de cinq ans avec exécution provisoire,,.
Philippe Cochet ne démissionnant pas, la préfecture du Rhône prend un arrêté constatant sa démission d'office le 9 janvier 2025. Philippe Cochet saisit alors le Tribunal Administratif en référé pour contester cet arrêté, requête rejetée le 15 janvier suivant. Il saisit alors le Tribunal Administratif au fond  et y joint une question prioritaire de constitutionnalité, contestant le principe de l'exécution provisoire de sa peine d'inéligibilité. Le recours étant suspensif, il reste maire jusqu'à ce que le Conseil constitutionnel et le Tribunal se prononcent. Le Tribunal administratif n'ayant pu statuer dans les délais impartis, notamment du fait de la QPC, il se dessaisit au profit du Conseil d'État le 20 mars 2025,. Le 28 mars 2025, le Conseil constitutionnel valide, sous réserve, le principe de cette exécution provisoire. Le 16 juillet 2025, le Conseil d'État rejette son recours et Philippe Cochet est contraint de quitter ses mandats de maire et de conseiller métropolitain. L'un des conseillers municipaux faisant partie de son groupe, Bastien Joint, est désigné pour le remplacer, le 26 juillet 2025.

## Synthèse des fonctions politiques

### Fonctions au sein de partis politiques
En janvier 2013, à la suite de l’accord entre Jean-François Copé et François Fillon qui a suivi la crise politique du congrès de novembre 2012, il est nommé avec le filloniste Jérôme Chartier délégué général à l'animation du parti.
- Délégué national chargé des fédérations du sud de Les républicains (8 juin 2015)
- Délégué général de l'UMP chargé de l'animation (14 janvier 2013-juin 2015)
- Délégué général adjoint de l'UMP chargé des fédérations (12 janvier 2011 au 14 janvier 2013)
- Secrétaire National du Mouvement Populaire (UMP) Chargé des Grandes Métropoles et Politique de la Ville (3 mars 2009 au 12 janvier 2011)
- Délégué général de l'UMP chargé de la réforme (28 mars 2008-24 janvier 2009)
- Membre du comité directeur de l'UMP (à partir de juillet 2007)
- Secrétaire général adjoint de l'UMP (juillet 2007-Mars 2008)
- Membre de la commission nationale d'investitures UMP  (à partir du 24 janvier 2009)
- Délégué départemental de la 5e circonscription du Rhône UMP  (à partir du 25 novembre 2008)
- Président de la fédération UMP du Rhône (à partir du 6 décembre 2008)
- Président par intérim de la fédération UMP de l'Isère (janvier 2011 à juillet 2011)

### Fonctions électives
- 20 mars 1989 - 18 mars 2001 : membre du conseil municipal de Caluire-et-Cuire (Rhône)
- 16 juin 2002 - 14 mars 2008 : adjoint au maire de Caluire-et-Cuire, (Rhône)
- 19 juin 2002 - 20 juin 2017 : député de la cinquième circonscription du Rhône
- 16 mars 2008 -16 juillet 2025: maire de Caluire-et-Cuire, (Rhône)
- mars 2008 - 16 juillet 2025: conseiller métropolitain de Lyon